# Christophe Claret
Christophe Claret (nacido el 11 de septiembre de 1962 en Lyon) es un relojero franco-suizo, especializado en la producción de relojes de pulsera con complicaciones. Es propietario de la empresa que lleva su nombre.

## Semblanza
Después de formarse como mecánico en la escuela de relojería de Ginebra de 1978 a 1982, Christophe Claret fundó la empresa RPC en 1989 Le Locle, junto con Dominique Renaud y Giulio Papi (quien posteriormente pasaría a Audemars Piguet). En 1995 se convirtió en el propietario único de la empresa, y la rebautizó como Christophe Claret SA. A través de esta empresa fabricó relojes de pulsera con repetición de minutos o tourbillon para las marcas Harry Winston, Ellicott, Guy Ellia, George Graham y su empresa asociada Jean Dunand, así como bajo su propio nombre.
A partir de 1997, construyó los primeros relojes de pulsera mecánicos del mundo con una caja de música integrada, que reproduce automáticamente la hora o con solo presionar un botón. Claret adquirió en 1998 la histórica villa del relojero Jules Jürgensen y la convirtió en su sede.
En 2003, fundó junto con Thierry Ouvelay la compañía Jean Dunand, que lleva el nombre del artista Art déco Jean Dunand. Para ello, Claret construyó un modelo Grande Complication con 827 piezas individuales (calibre CLA96) y un reloj de pulsera con un doble tourbillon orbital giratorio. En 2004, Claret produjo un reloj automático con tourbillon para Harry Winston, en el que la función de cuerda no utilizaba un rotor, sino que se empleaban pesas deslizantes. En 2011 desarrolló un reloj de pulsera con mecanismo de ruleta y blackjack, el Blackjack 21.